# パブロ・ポソ
パブロ・アントニオ・ポソ・キンテロス（Pablo Antonio Pozo Quinteros, 1973年3月27日 - ）はチリ出身のサッカー審判員。主にプリメーラ・ディビシオン・デ・チリにて活動している。身長177cm。
2010年6月13日、担当する予定であった2010 FIFAワールドカップ、アルジェリア対スロベニアの試合の数日前に負傷し、FIFAはグアテマラのカルロス・バトレスを代わりに担当させた。

## 担当した主な国際大会

### 北京オリンピック
北京オリンピックでは3試合を担当した。
- グループB: オランダ vs ナイジェリア
- グループC: ニュージーランド vs ベルギー
- 準決勝: ナイジェリア vs ベルギー

### FIFAクラブワールドカップ2008
FIFAクラブワールドカップ2008では2試合を担当した。
- 準々決勝: アデレード・ユナイテッド vs ガンバ大阪
- 3位決定戦: CFパチューカ vs ガンバ大阪

### 2010 FIFAワールドカップ
2010 FIFAワールドカップでは2010年6月29日現在2試合を担当している。
- グループE: カメルーン vs オランダ
- グループG: ポルトガル vs 朝鮮民主主義人民共和国